# Abies procera
Abies procera, comúnmente llamado abeto noble, abeto prócer o abeto azul de Oregón, es un abeto del oeste de Norteamérica, nativo de las montañas Cascade Range y Coast Range del extremo noroeste de California, oeste de Oregón y Washington en EE. UU.

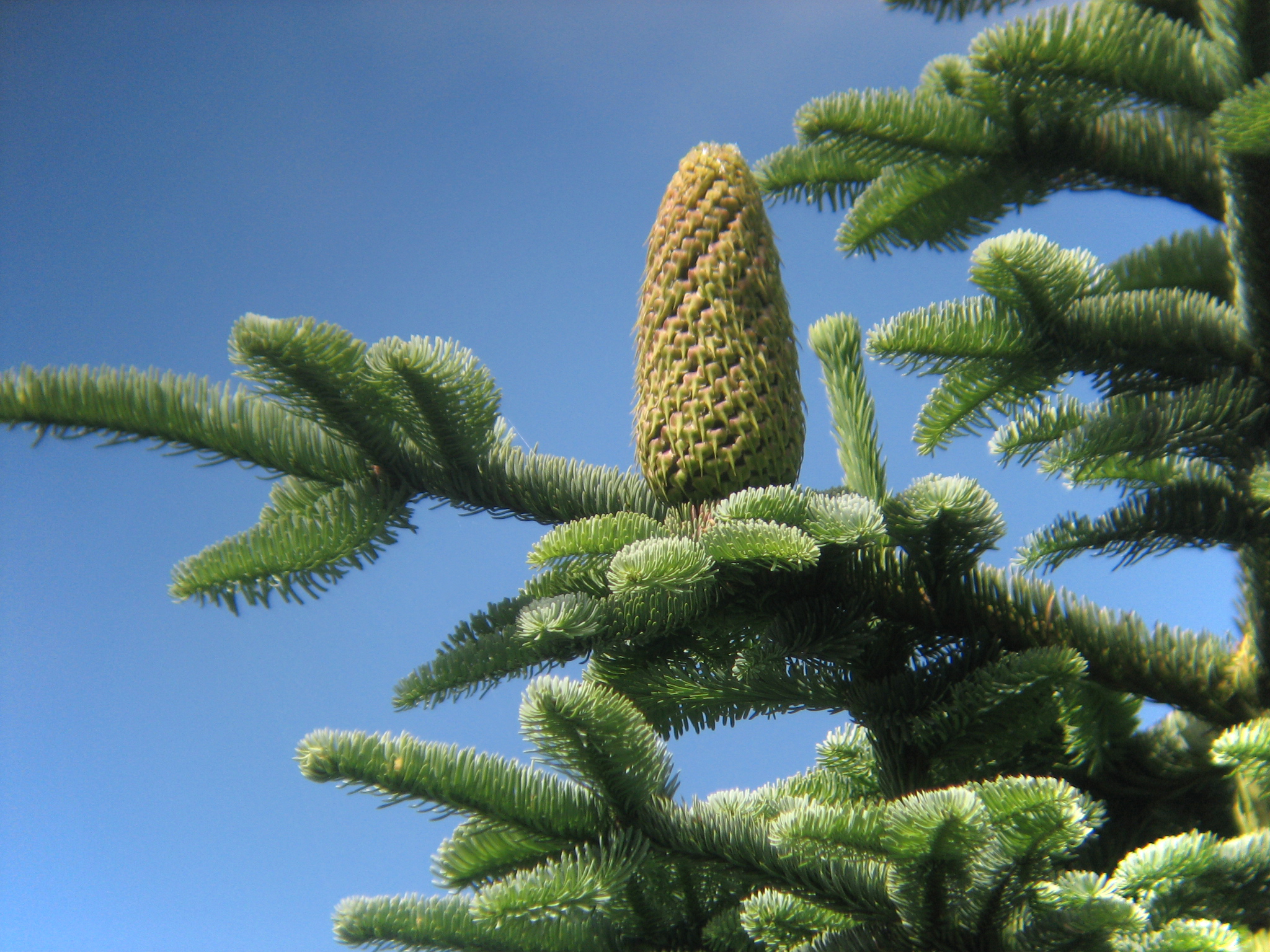
Cono.

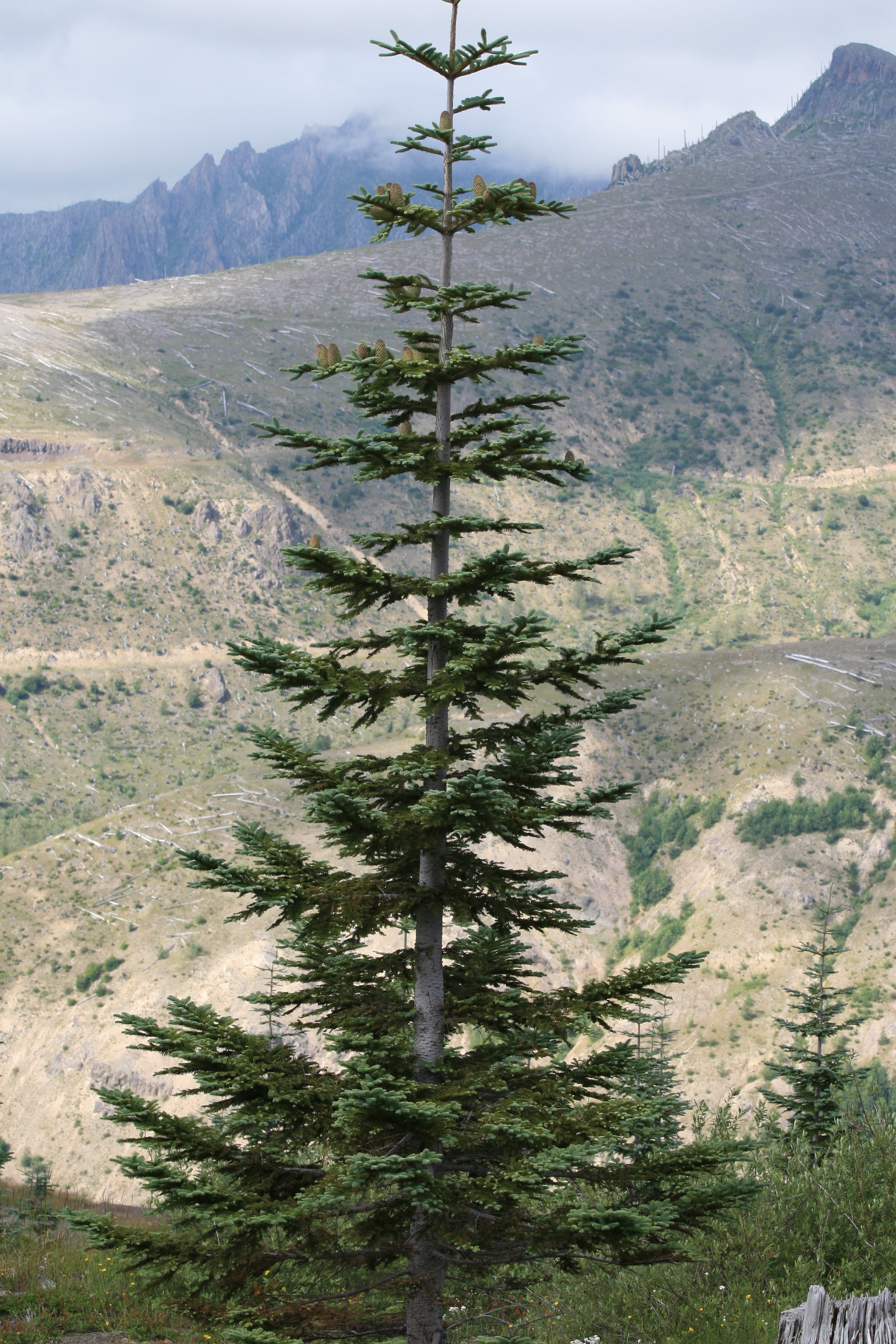
Vista del árbol

## Descripción
Es un gran árbol siempreverde de 40 a 70 m de altura y tronco de 2 m de diámetro, excepcionalmente de 89 m y 2,7 m de diámetro, con conos angostos y cónicos. La corteza en árboles jóvenes es gruesa, gris, con goteo de resina, volviéndose rojo pardo, rugoso y fisurado en los viejos. Las hojas son agujas, 1 a 3,5 cm de long., azul verdosas glaucas arriba y abajo con fuertes bandas de estomas. Se arreglan espiralmente. Los conos son erectos, de 11 a 22 cm de largo, con brácteas purpúreas; y pasan a pardas y se desintegran para expulsar las semillas aladas en otoño. Crece en altitudes de 900 a 2.700 m s. n. m.
Está muy emparentada con Abies magnifica abeto rojo, que lo está reemplazando en Oregón y en California, siendo distinguido procera por las hojas con un surco a lo largo del nervio central; en cambio el abeto rojo no lo muestra. Y el rojo tiende a tener las agujas menos apretadas, sus conos con brácteas más cortas, excepto en Abies magnifica var. shastensis; esta variedad es considerada por algunos botánicos de ser un híbrido entre los abetos Noble y Rojo.

## Usos
La madera es usada para estructuras generales y para manufactura de papel. Es popular como árbol de Navidad.

## Taxonomía
Abies procera fue descrita por (Alfred Rehder y publicado en Rhodora 42(504): 522. 1940.
Etimología
Abies: nombre genérico que viene del nombre latino de Abies alba.
procera: epíteto latino que significa "alta".
Sinonimia
- Abies nobilis (Douglas ex D.Don) Lindl.
- Abies nobilis var. argentea Freudenberg
- Abies nobilis var. compacta Chitt.
- Abies nobilis var. glauca (Ravenscr.) Carrière
- Abies nobilis var. glaucophylla Sudw.
- Abies nobilis var. prostrata Hornibr. ex Chitt.
- Abies nobilis var. robusta Beissn.
- Abies procera f. glauca (Ravenscr.) Rehder
- Abies procera f. prostrata (Hornibr. ex Chitt.) Rehder
- Picea nobilis (Douglas ex D.Don) Loudon
- Picea nobilis var. glauca Ravenscr.
- Pinus nobilis f. glauca (Ravenscr.) Voss
- Pseudotsuga nobilis (Douglas ex D.Don) W.R.McNab	[6][7][8]